# Paphiopedilum niveum
Paphiopedilum niveum là một loài lan phân bố từ bán đảo Thái Lan đến bán đảo Malaysia.

## Hình ảnh

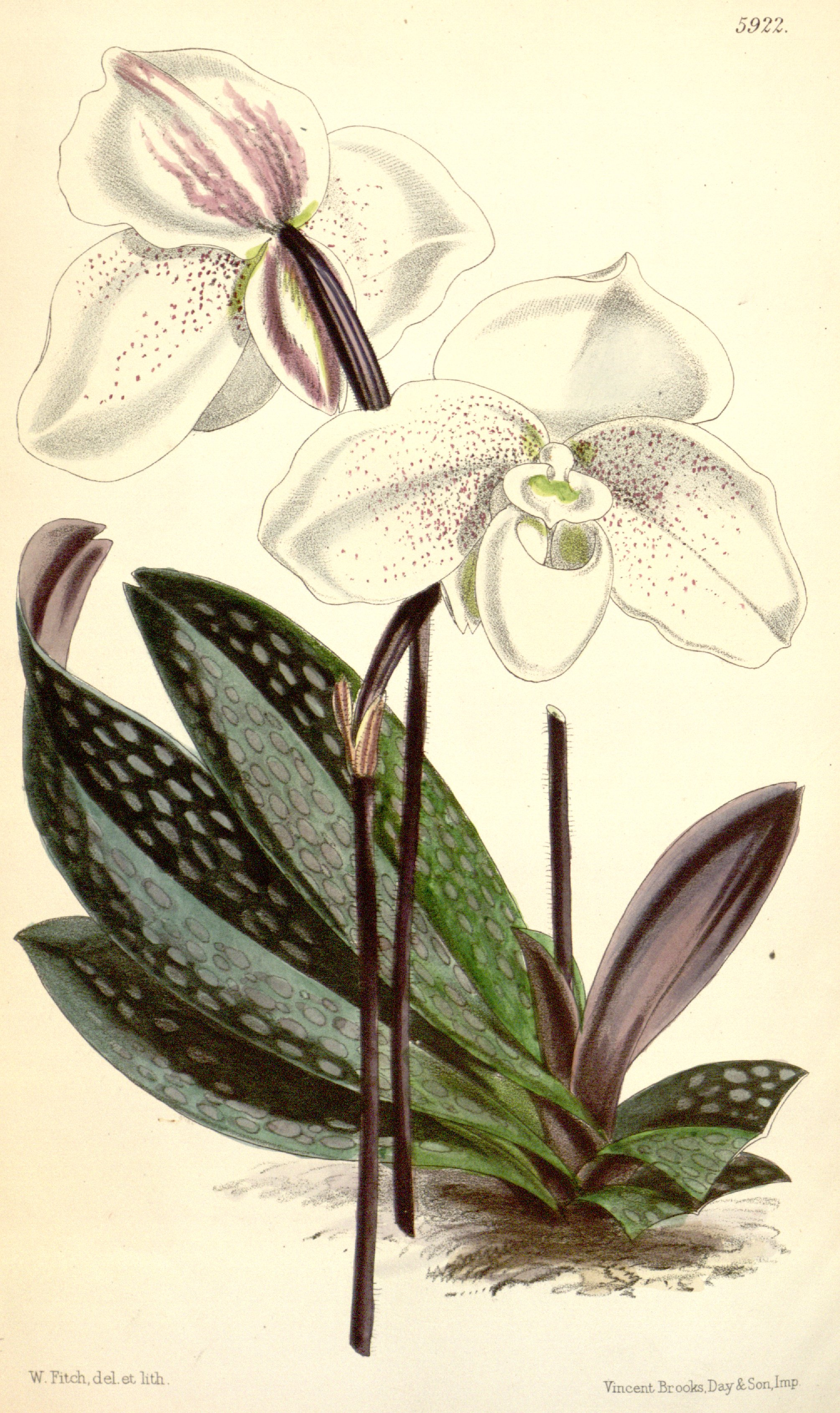
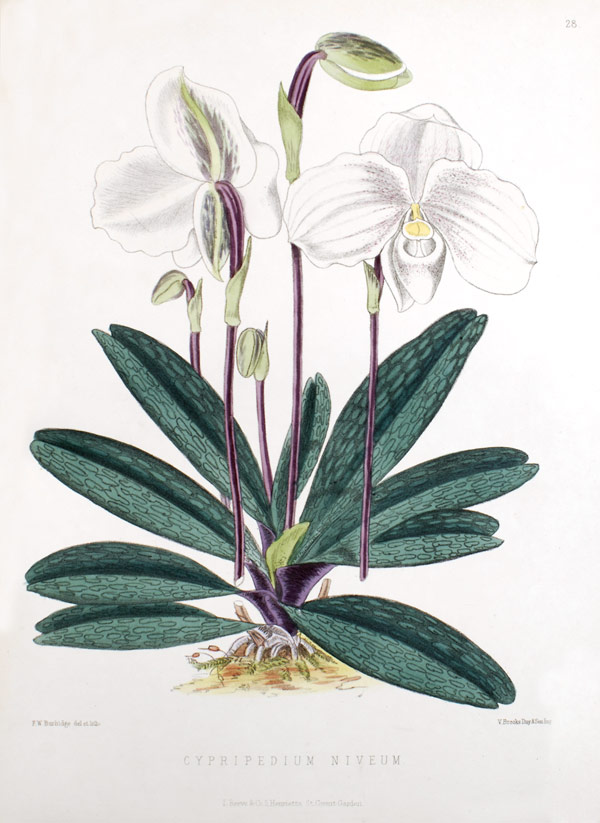
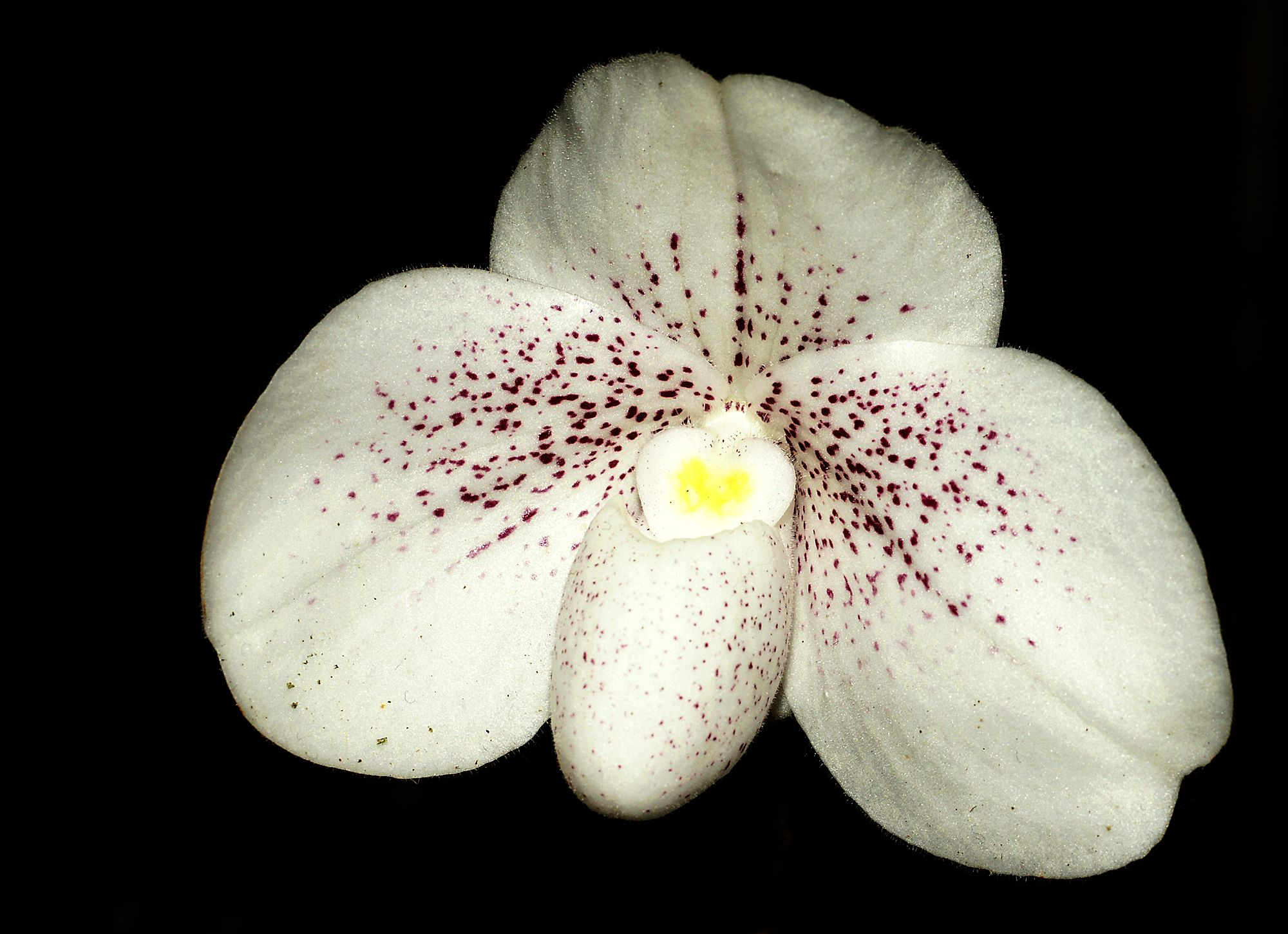
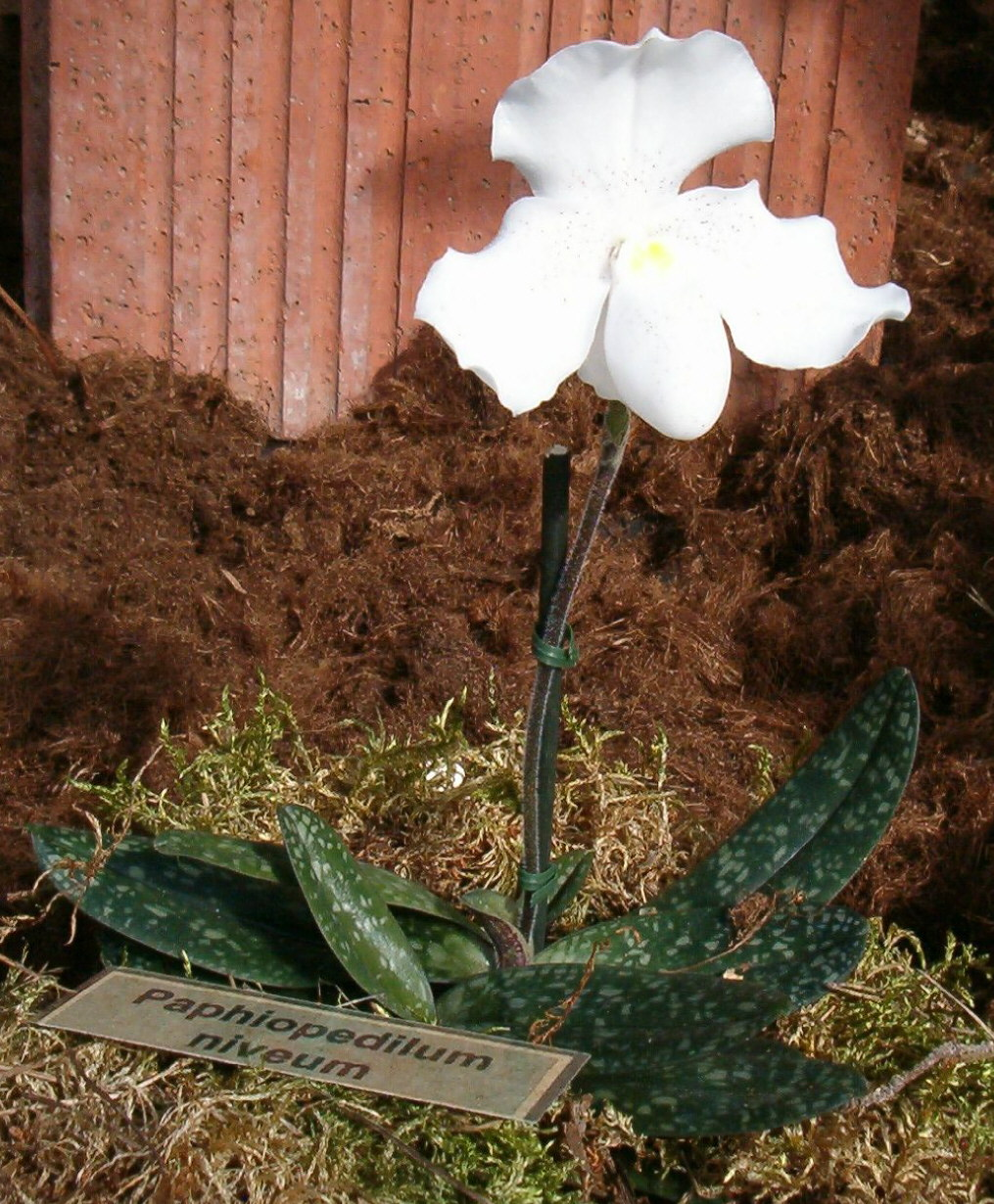